# Violeta Andrei
Violeta Andrei, née le 29 mars 1941, est une actrice de théâtre et de cinéma roumaine.

## Biographie
Violeta Andrei est née le 29 mars 1941 à Brașov (Roumanie). Après avoir terminé ses études secondaires à la Școala Centrală de Bucarest, elle est diplômée en 1965 de l'Université nationale d'art théâtral et cinématographique Ion Luca Caragiale. Ses débuts au théâtre ont eu lieu au Teatrul Giulești (aujourd'hui le théâtre de l'Odéon). Elle interprète ensuite plusieurs rôles au Théâtre Bulandra de Bucarest, jusqu'en 1990.
Son premier film était le rôle dans le film Golgota (1966), après quoi elle a joué dans quelque 60 films roumains.
Elle est la veuve de l'ancien ministère des Affaires étrangères de la Roumanie Ștefan Andrei. Ils ont un fils ensemble, Călin Andrei.

## Filmographie sélective
- 1966 : Golgota
- 1972 : Felix și Otilia (en)
- 1972 : Astă seară dansăm în familie (ro)
- 1973 : Veronica se întoarce (en)
- 1974 : Dincolo de nisipuri
- 1974 : Trei scrisori secrete
- 1975 : Ștefan cel Mare - Vaslui 1475 (ro)
- 1975 : Nu filmăm să ne-amuzăm
- 1976 : Casa de la miezul nopții
- 1976 : Ma-ma
- 1977 : Aurel Vlaicu
- 1978 : Eu, tu, și... Ovidiu
- 1979 : Clipa (en)
- 1981 : Lumina palidă a durerii (en)
- 2005 : Păcatele Evei
- 2008 : Poveste de cartier (en)